# راسيل إي. دوغرتي
راسيل إي. دوغرتي (بالإنجليزية: Russell E. Dougherty)‏ هو ضابط أمريكي، ولد في 15 نوفمبر 1920 في غلاسكو في الولايات المتحدة، وتوفي في 7 سبتمبر 2007 في الإسكندرية في الولايات المتحدة.